# Bébé adopte un petit frère
Bébé adopte un petit frère és una pel·lícula muda francesa escrita i dirigida per Louis Feuillade i estrenada el 2 d'agost de 1912.
Aquesta pel·lícula forma part de la sèrie Bébé. És la primera aparició a la pantalla del nou personatge creat per Feuillade, Bout de Zan: interpretat per René Poyen que, aleshores, només tenia quatre anys, el nou infant terrible que aviat ocuparà el lloc de Bébé que ara s'ha fet adolescent.

## Repartiment
- René Dary : Bébé (com Clément Mary)
- Renée Carl : Madame Labèbe, la mama
- Paul Manson : Monsieur Labèbe, el pare
- René Poyen : Bout-de-Zan
- Jeanne Saint-Bonnet